# Lanheses
Lanheses es una freguesia portuguesa del concelho de Viana do Castelo, con 10,04 km² de superficie y 1.740 habitantes (2001). Su densidad de población es de 173,3 hab/km².